# Вудбрідж (Вірджинія)
Вудбрідж (англ. Woodbridge) — переписна місцевість (CDP) в США, в окрузі Принс-Вільям штату Вірджинія. Населення — 44 668 осіб (2020).

## Географія
Вудбрідж розташований за координатами 38°39′16″ пн. ш. 77°14′14″ зх. д. / 38.65444° пн. ш. 77.23722° зх. д. (38.654353, -77.237111).  За даними Бюро перепису населення США в 2010 році переписна місцевість мала площу 5,68 км², з яких 4,16 км² — суходіл та 1,53 км² — водойми.

### Клімат
| Клімат : Вудбрідж     | Клімат : Вудбрідж | Клімат : Вудбрідж | Клімат : Вудбрідж | Клімат : Вудбрідж | Клімат : Вудбрідж | Клімат : Вудбрідж | Клімат : Вудбрідж | Клімат : Вудбрідж | Клімат : Вудбрідж | Клімат : Вудбрідж | Клімат : Вудбрідж | Клімат : Вудбрідж | Клімат : Вудбрідж |
| Показник              | Січ.              | Лют.              | Бер.              | Квіт.             | Трав.             | Черв.             | Лип.              | Серп.             | Вер.              | Жовт.             | Лист.             | Груд.             | Рік               |
| Середній максимум, °C | 6,1               | 8,3               | 13,3              | 19,4              | 23,9              | 28,9              | 31,1              | 30,0              | 26,1              | 20,0              | 14,4              | 8,9               | 19,3              |
| Середній мінімум, °C  | −3,3              | −1,7              | 2,2               | 7,2               | 12,2              | 17,8              | 20,6              | 19,4              | 16,1              | 8,9               | 3,3               | −0,6              | 8,6               |
| Норма опадів, мм      | 85                | 70                | 94                | 75                | 96                | 78                | 94                | 87                | 101               | 85                | 89                | 81                | 1034              |
| --------------------- | ----------------- | ----------------- | ----------------- | ----------------- | ----------------- | ----------------- | ----------------- | ----------------- | ----------------- | ----------------- | ----------------- | ----------------- | ----------------- |
| Джерело:              |                   |                   |                   |                   |                   |                   |                   |                   |                   |                   |                   |                   |                   |

## Демографія
Згідно з переписом 2010 року, у переписній місцевості мешкало 4055 осіб у 1691 домогосподарстві у складі 1079 родин. Густота населення становила 714 особи/км².  Було 1806 помешкань (318/км²).
Расовий склад населення:
| - 57,4 % — білих - 18,5 % — чорних або афроамериканців - 9,8 % — азіатів - 0,6 % — корінних американців - 0,2 % — вихідців з тихоокеанських островів - 8,7 % — осіб інших рас |

До двох чи більше рас належало 4,8 %. Частка іспаномовних становила 17,4 % від усіх жителів.
За віковим діапазоном населення розподілялося таким чином: 21,1 % — особи молодші 18 років, 71,8 % — особи у віці 18—64 років, 7,1 % — особи у віці 65 років та старші. Медіана віку мешканця становила 38,9 року. На 100 осіб жіночої статі у переписній місцевості припадало 98,3 чоловіків;  на 100 жінок у віці від 18 років та старших — 96,5 чоловіків також старших 18 років.
Середній дохід на одне домашнє господарство  становив 112 828 доларів США (медіана — 106 818), а середній дохід на одну сім'ю — 118 756 доларів (медіана — 110 212). За межею бідності перебувало 6,9 % осіб, у тому числі 14,2 % дітей у віці до 18 років та 1,3 % осіб у віці 65 років та старших.
Цивільне працевлаштоване населення становило 2521 осіб. Основні галузі зайнятості: науковці, спеціалісти, менеджери — 17,1 %, освіта, охорона здоров'я та соціальна допомога — 16,4 %, публічна адміністрація — 14,1 %, мистецтво, розваги та відпочинок — 12,5 %.